# Rada Galicji (Hiszpania)

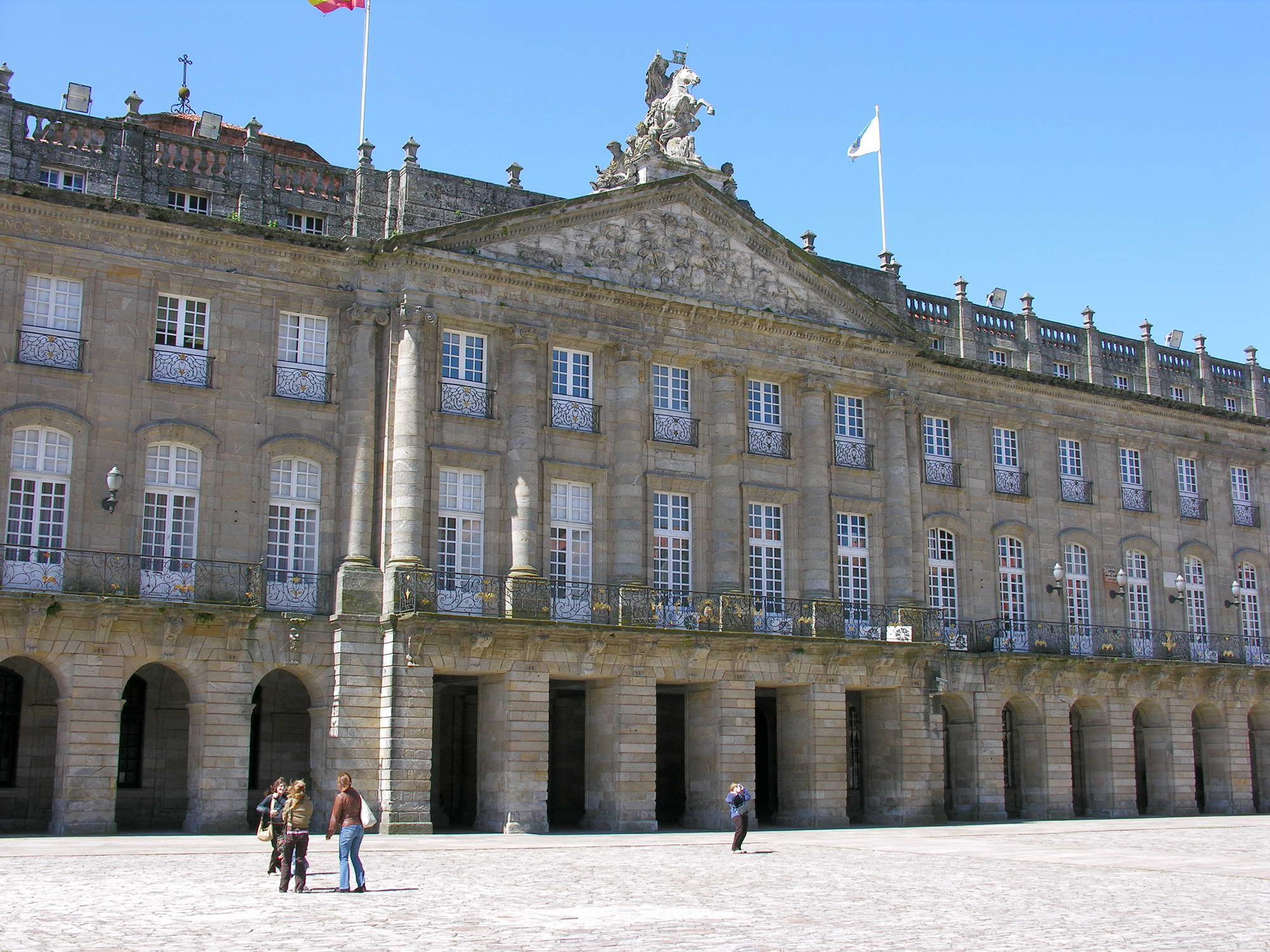
Budynek Pazo de Raxoi (hiszp. Palacio de Rajoy), siedziba Rady Galicji

Rada Galicji (galis. Xunta de Galicia, wym. [ˈʃunta ðe ɡaˈliθja]; hiszp. Junta de Galicia, wym. [ˈxunta de ɡaˈliθja]) – kolegialny organ wykonawczy hiszpańskiej wspólnoty autonomicznej Galicja. Tworzą ją prezydent oraz mianowani przez niego wiceprezydenci i specjalni „doradcy” (conselleiros) o roli odpowiadającej ministrom. Główny budynek Rady znajduje się w Santiago de Compostela, stolicy regionu, jednak posiada ona także liczne delegatury na terenie całej Galicji. 

## Podstawa prawna
1. Rada jest kolegialnym organem wykonawczym Galicji.
2. W skład Rady Galicji wchodzą Prezydent, Wiceprezydent lub Wiceprezydenci i, w razie potrzeby, Doradcy.
3. Wiceprezydenci i Doradcy są powoływani i odwoływani przez Prezydenta.

## Historia
Rada Galicji pośrednio wywodzi się od xunty Królestwa Galicji, która wykształciła się w roku 1528 i działała do roku 1833. Ówczesny „rząd” stanowił galicyjską reprezentację przy hiszpańskich monarchach. Tworzyli ją przedstawiciele następujących miast (diecezji): Santiago de Compostela, Lugo, Betanzos, A Coruña, Mondoñedo, Ourense oraz Tui. Było to jednak ciało o charakterze wyłącznie doradczym, bez własnych uprawnień.
Podczas wojny na Półwyspie Iberyjskim, która wybuchła w 1808 roku, Najwyższa Rada Galicji (Xunta Suprema de Galicia) prowadziła wojnę przeciw francuskim najeźdźcom i utrzymywała porządek na swoim terytorium. Był to organ sprawujący władzę wojskową, prawodawczą, a także odpowiadający za reprezentację kraju w relacjach międzynarodowych. Osłabienie hiszpańskich władz centralnych pozwoliło galicyjskiemu rządowi na uzyskanie faktycznej władzy po raz pierwszy w historii regionu. Ta sytuacja trwała aż do ostatecznego odparcia sił francuskich w roku 1814, kiedy to Ferdynand VII odzyskał pełnię władzy w swoich prowincjach.
W roku 1833 xunta została rozwiązana, co było następstwem nowego podziału administracyjnego zarządzonego przez ministra Javiera de Burgos. W następstwie Galicję podzielono na cztery prowincje, z których każda otrzymała prawo do utworzenia Rady Prowincji.
Jednak już w 1843 roku powstała Centralna Rada Galicji (Xunta Central de Galicia) powołana i kierowana przez Xosé Marię Suancesa. W 1846 roku komandor Miguel Solís zapoczątkował powstanie wojskowe w Lugo. Jednym z jego efektów było rozwiązanie Rad Prowincji i utworzenie Najwyższej Rady Rządowej Galicji (Xunta Superior do Goberno de Galicia), której przewodniczył Pio Rodríguez Terrazo. Ruch ten uznaje się za próbę ponownego zjednoczenia Galicji i wezwanie do samorządności. Ostatecznie Solís poniósł klęskę w bitwie pod Cacheiras (23 kwietnia 1846 roku), a żołnierze zwani jako Mártires de Carral zostali straceni cztery dni później.
Nadzieje na samostanowienie Galisyjczyków pojawiły się ponownie w latach 30. XX wieku, kiedy rozpoczęto dyskusje nad Statutem Autonomii Galicji w okresie Drugiej Republiki Hiszpańskiej. Jednakowoż hiszpańska wojna domowa (1936–1939) i okres Frankistowskiego Państwa Hiszpańskiego wstrzymały prace nad ewentualną autonomią. W międzyczasie powstał na uchodźstwie galicyjski rząd tymczasowy pod przewodnictwem Alfonso Daniela Rodrígueza Castelao, który jednak nosił nazwę Consello da Galiza.
Proces decentralizacji, rozpoczęty w 1978 roku uchwaleniem nowej konstytucji Hiszpanii, pozwolił na powołanie nowej Rady 16 marca 1978 roku. Przyjęty w 1981 roku Statut Autonomii Galicji zatwierdził Xuntę jako samorządny organ.

## Gabinet

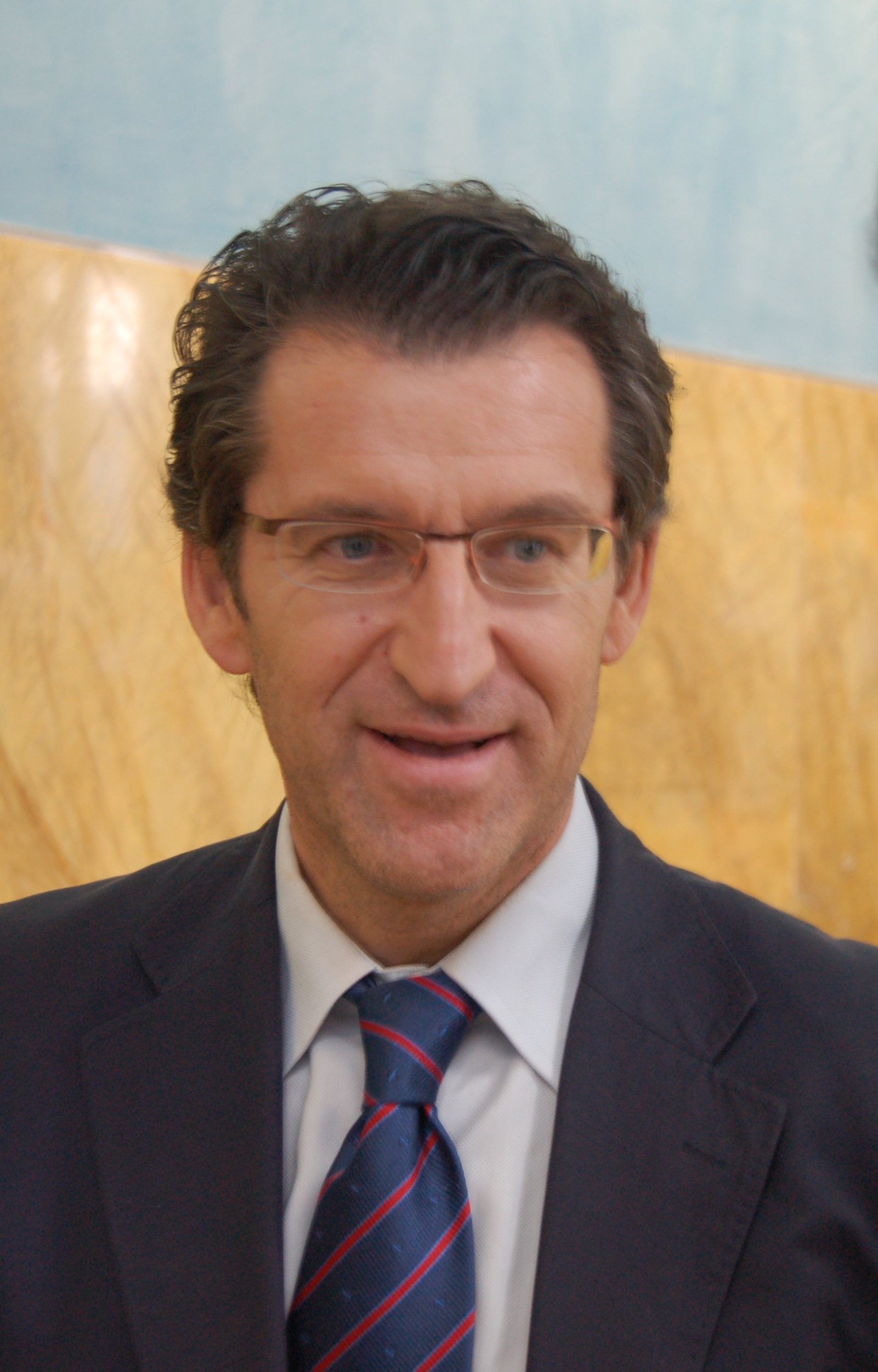
Alberto Núñez Feijóo, prezydent Galicji od 2009 roku

Po wyborach w 2009 roku prezydentem Galicji został Alberto Núñez Feijóo, który w styczniu 2012 roku dokonał rekonstrukcji swojego rządu. Wszyscy jego członkowie wywodzą się z Partii Ludowej Galicji.
- Prezydent: Alberto Núñez Feijóo[2]
- Doradca ds. Prezydium, Administracji Publicznej i Sprawiedliwości: Alfonso Rueda[3]
- Doradca ds. Finansów: Elena Muñoz[4][5]
- Doradca ds. Środowiska, Terytorium i Infrastruktury: Agustín Hernández[6]
- Doradca ds. Ekonomii i Przemysłu: Javier Guerra[7]
- Doradca ds. Kultury, Edukacji i Zarządzania Uniwersytetami: Jesús Vázquez Abad[8][9]
- Doradca ds. Zdrowia: Rocío Mosquera[10][11]
- Doradca ds. Pracy i Dobrobytu: Beatriz Mato[12]
- Doradca ds. Wiejskich i Morza: Rosa Quintana[13][14]

## Siedziby

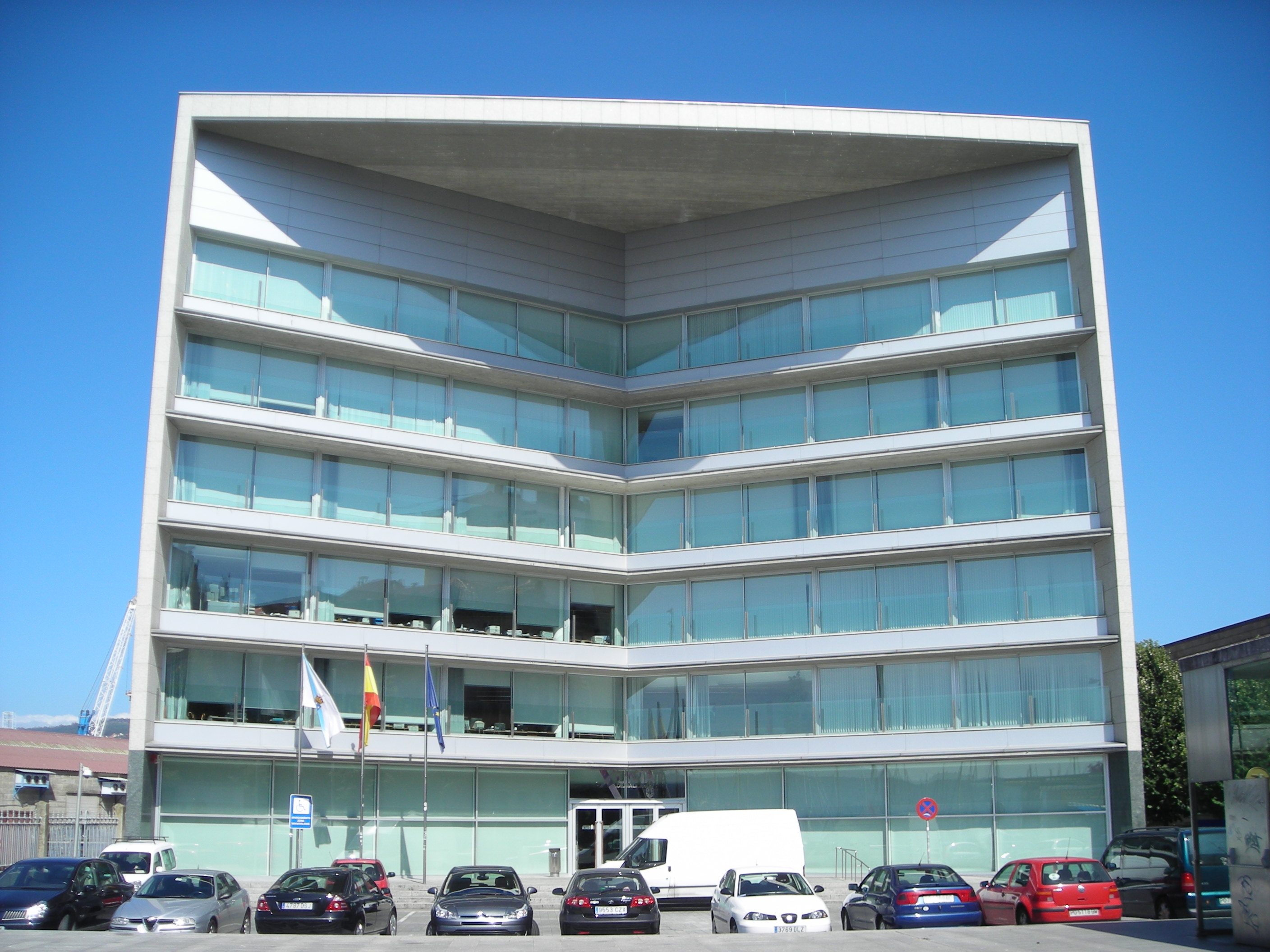
Siedziba Rady w Vigo

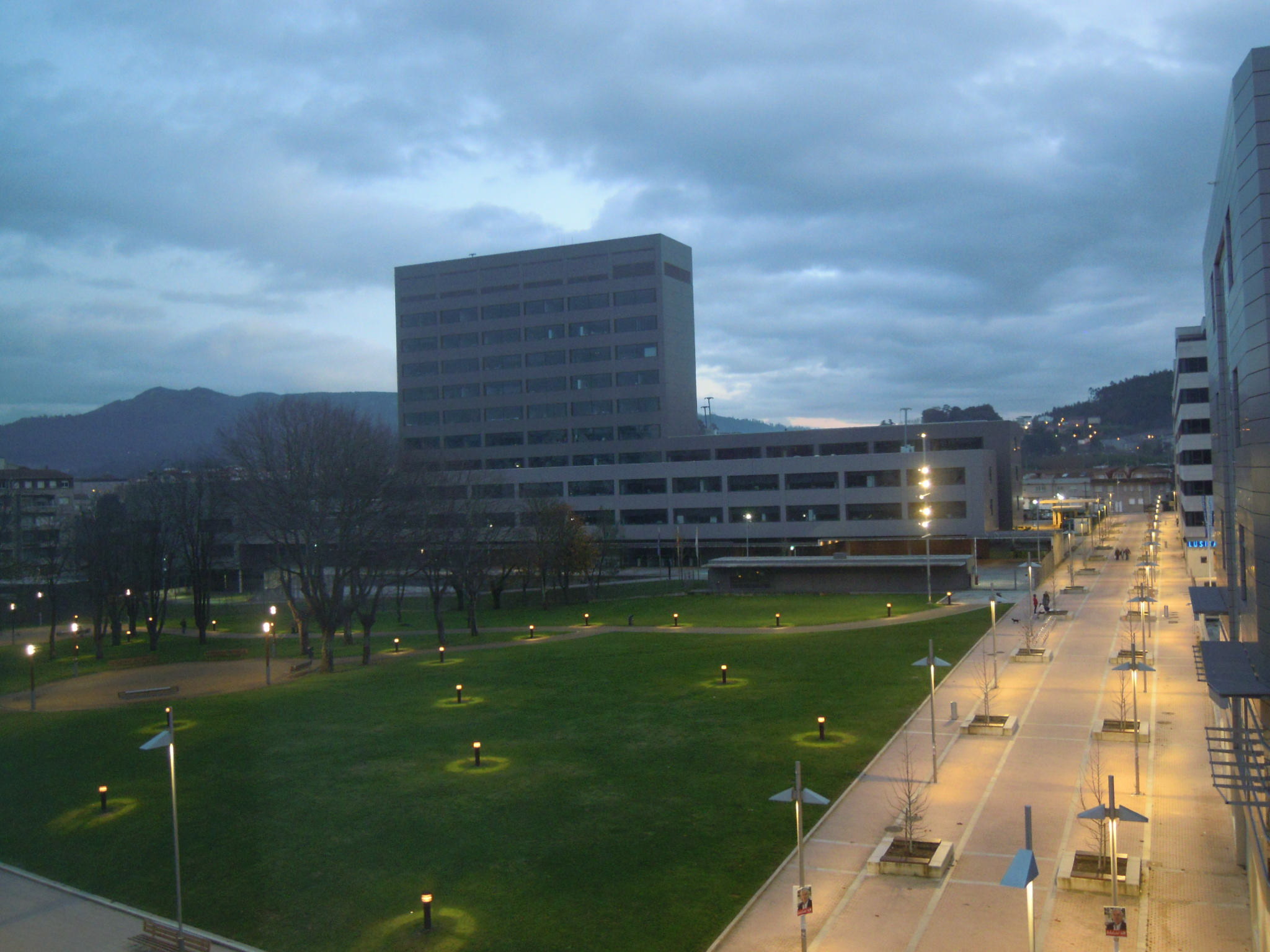
Delegatura Rady w Pontevedrze

- Budynki administracyjne San Caetano (Edificios Administrativos San Caetano)
San Caetano, s/n
15704 - Santiago de Compostela
- Pałac Rajoy (Pazo de Raxoi)
Praza do Obradoiro.
15705 - Santiago de Compostela
- Siedziba Rady Galicji w A Coruñi (Sede da Xunta de Galicia na Coruña)
Avda. Salvador de Madariaga, 9
154781 - A Coruña
- Siedziba Rady Galicji w Lugo (Sede da Xunta de Galicia en Lugo)
Ronda da Muralla, 70
27071 - Lugo
- Siedziba Rady Galicji w Ourense (Sede da Xunta de Galicia en Ourense)
Avda. da Habana, 79
32004 - Ourense
- Siedziba Rady Galicji w Pontevedrze (Sede da Xunta de Galicia en Pontevedra)
Rúa Fernández Ladreda s/n. - Pontevedra
- Siedziba Rady Galicji w Vigo (Sede da Xunta de Galicia en Vigo)
Rúa Concepción Arenal, 8
36201 - Vigo